# Villa Caprice
Villa Caprice ist ein französischer Film von Bernard Stora aus dem Jahr 2021.

## Inhalt
Luc Germon, ein renommierter Anwalt für Finanz- und Wirtschaftsstrafsachen, lebt zusammen mit seinem 90-jährigen Vater in einem gemeinsamen Haushalt. Abgesehen davon, dass der Vater ein Zyniker ist, der keine Gelegenheit auslässt, den Sohn zu schikanieren und wegen dessen Homosexualität zu demütigen, verläuft das Leben der beiden in gleichförmiger Ruhe. Germon denkt darüber nach, sich aus dem Berufsleben zurückzuziehen, eine Segeljacht zu kaufen und auf Reisen zu gehen.

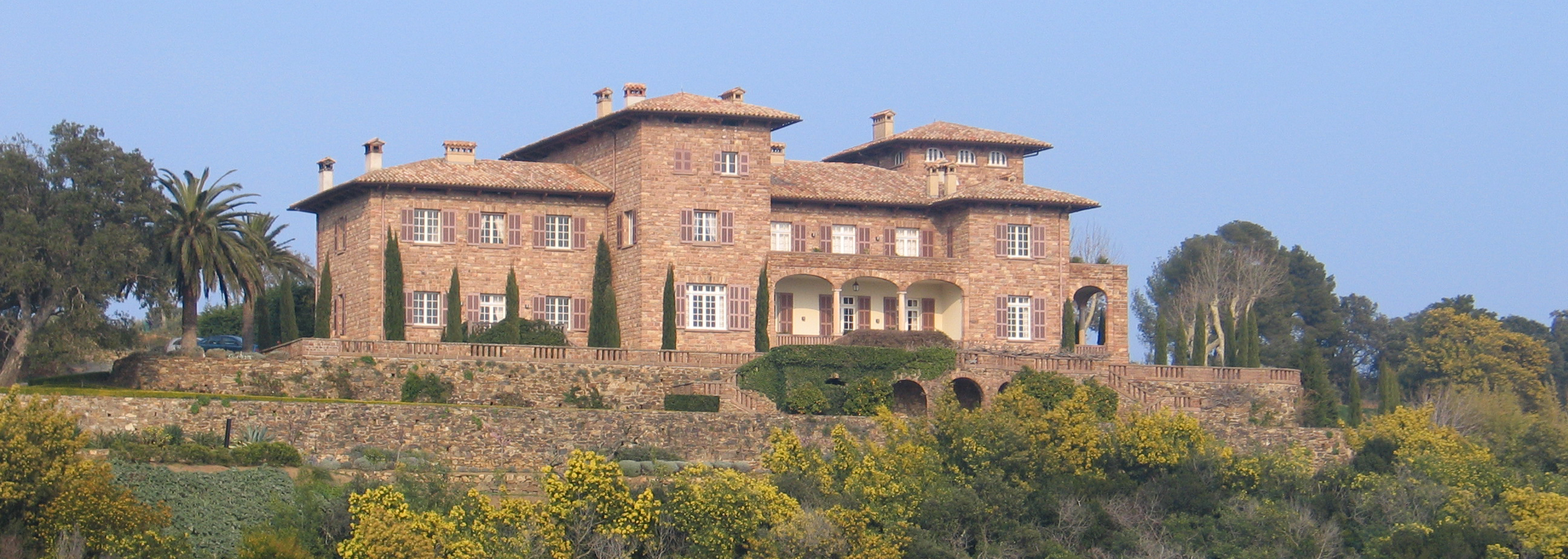
Villa Fontaines (Chateau Volterra)

Das ändert sich zunächst, als ihn der Geschäftsmann Gilles Fontaine als Anwalt engagieren will.
Fontaine war – möglicherweise durch unsaubere Geschäfte mit einem Lokalpolitiker – in den Besitz einer Luxusimmobilie an der Côte d’Azur gelangt. Die Ehefrau hatte aus Rache für die Seitensprünge ihres Ehemannes der Polizei Informationen über dessen Offshore-Konten gegeben sowie über die Mauscheleien, die im Zusammenhang mit dem Verkauf der Villa gelaufen sind.
Fontaine befürchtet, dass durch einen Immobilienskandal sein Finanzimperium gefährdet werden könnte, und möchte den bestmöglichen Anwalt für seine Verteidigung, nämlich Luc Germon, engagieren. Germon, der in Finanzkreisen einen hervorragenden Ruf genießt, lässt sich zunächst aber bitten und sagt erst nach längerem Zögern zu. Fontaine lädt den Anwalt in seine Villa ein, stellt ihm seine Frau vor und nimmt ihn mit auf sein Segelboot, wo Germon den Skipper kennenlernt. Nachdem Germons Vater in einem Krankenhaus verstorben ist, nimmt Fontaine an der Beerdigung teil.
Der junge und ehrgeizige Richter Madec, der mit dem Fall betraut ist, lässt Fontaine inhaftieren.
In der Folge entwickelt sich ein Geplänkel zwischen den beteiligten Parteien bzw. deren Exponenten, in dem rhetorische Eloquenz und juristische Spitzfindigkeiten wichtiger zu sein scheinen als die Suche nach der Wahrheit.
Während der Anwalt und sein Klient Strategien durchspielen, was man vor dem Untersuchungsrichter zugeben könnte, ohne sich selbst zu belasten, wird das Gericht als ein Ort der Intrigen dargestellt, in dem Geheimverhandlungen, Absprachen unter den Anwälten, Manipulation der Presse üblich sind und Geld fließt.
Das Verhältnis der beiden Männer ist dabei geprägt von Versuchen gegenseitiger Manipulation, Bemühungen von beiden Seiten, den anderen zu verstehen bzw. zu durchschauen. Fontaine wirbt um die Freundschaft des Anwalts, was dieser strikt ablehnt. Warnungen von Fontaines Frau, sich vor ihrem Mann in Acht zu nehmen, schlägt er in den Wind. Nachdem Fontaine nach der Gerichtsverhandlung freigekommen ist, wird eine Party in der Villa gefeiert, wo Germon wieder auf seine alte kriminelle Klientel trifft, die ihm zuwider ist und von der er sich endgültig verabschieden wollte. Die während ihrer Gespräch immer wieder gestellte Frage Fontaines an den Anwalt nach dem Honorar – die überzogene Abrechnung ist inzwischen eingegangen –, beantwortet Fontaine jetzt selbst: „Man bezahlt Sie nicht. Man kauft Sie“. Germon geht hinunter zum Meer, wo Fontaines Boot vor Anker liegt. Als er dem Skipper den Vorschlag macht, mit ihm zusammen auf eine lange Segeltour zu gehen, lehnt der ab und lacht ihn aus. Am frühen Morgen fährt Germon mit dem Beiboot aufs Meer hinaus, legt sich eine Ankerkette um den Hals, lässt sich über Bord fallen und ertrinkt.
Fontaine, der die Suche nach dem Ertrunkenen beobachtet hat, kehrt in die Villa zurück, sucht das Zimmer Germons auf und sieht durch das Fenster, wie seine Frau im Taxi das Haus verlässt.

## Produktion und Veröffentlichung

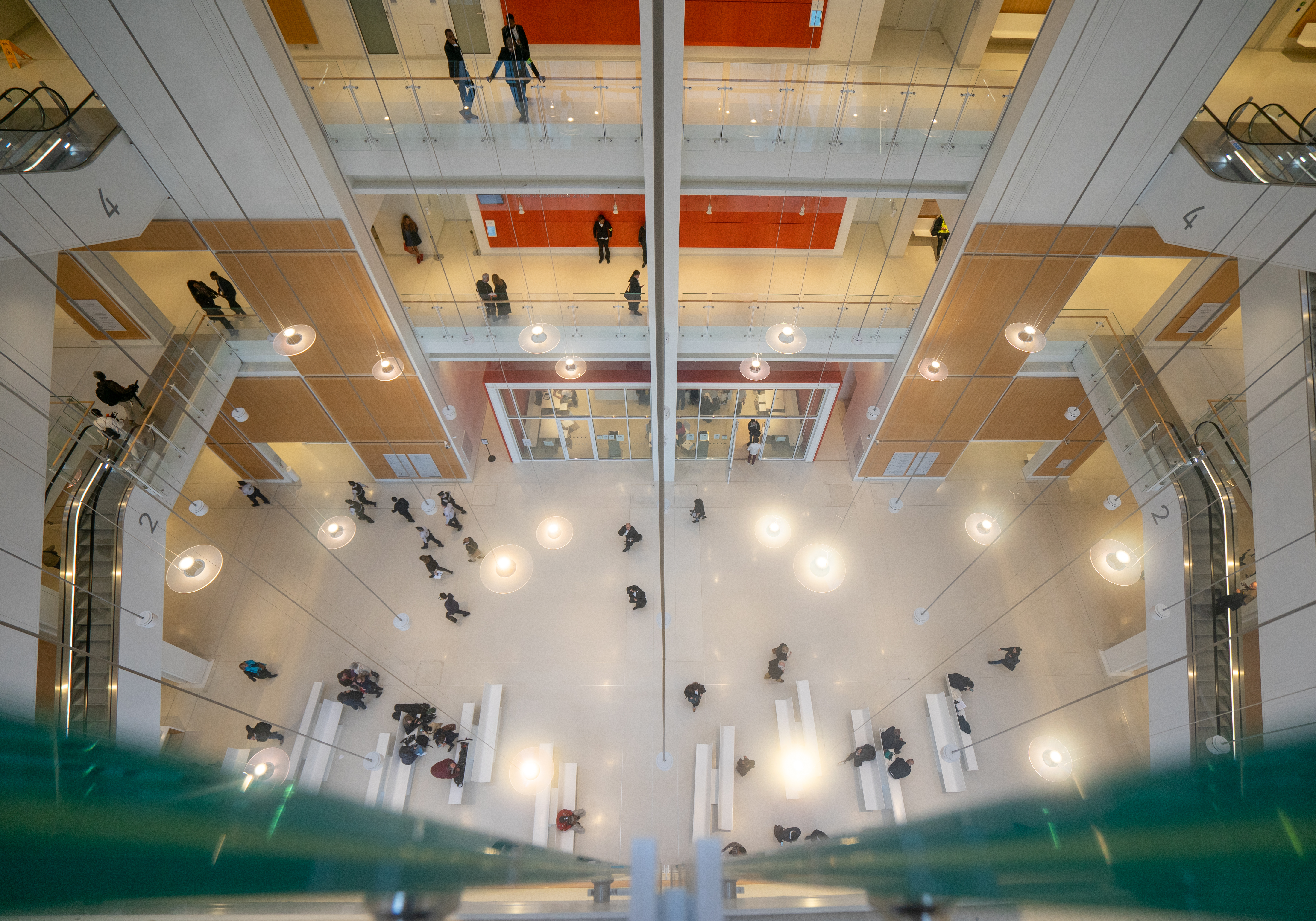
Neuer Justizpalast in Paris

Villa Caprice ist der erste Spielfilm des Regisseurs seit Un dérangement considerable aus dem Jahr 2000. Stora hat zwar in der Zwischenzeit eine Reihe von Filmen für das französische Fernsehen gedreht, insgesamt aber überhaupt nur fünf Kinofilme.
Gedreht wurde vom 20. Mai bis zum 1. Juli 2019 in der Île-de-France, im Chateau Volterra in Ramatuelle (Departement Var) sowie an verschiedenen Orten in Paris. Die Produktionskosten beliefen sich auf 2.500.000 €(geschätzt).
Das Drehbuch erarbeitete Bernard Stora zusammen mit Pascale Robert-Diard (* 1961), einer Journalistin, die seit 1984 für Le Monde und seit 2002 speziell als Gerichtsreporterin und Prozessbeobachterin arbeitet. Robert-Diard hatte sich in ihrem Skript u. a. von dem „Fall Olivier Metzner“ inspirieren lassen, ein einflussreicher Strafverteidiger, der 2013 im Golf von Morbihan unter ungeklärten Umständen ums Leben gekommen ist.
Stora hatte bei der Entwicklung des Drehbuchs von Anfang an, wie er sagt, an Niels Arestrup gedacht, mit dem er bereits 1991 einen Fernsehfilm gedreht hatte. Sofort nach Fertigstellung habe er ihm das Drehbuch zugeschickt.
Den zwielichtigen Geschäftsmann Fontaine spielt der französische Chansonsänger und Schauspieler Patrick Bruel. Für Bruel, der hier die „unsympathischste Rolle seines Lebens“ spielt, sei die Chance, wie er in einem Interview sagt, an der Seite von Arestrup zu spielen, unwiderstehlich gewesen. Für Michel Bouquet, der im April 2022 im Alter von 97 Jahren verstarb, war es der vorletzte Auftritt in einem Film.
Der Schweizer Kameramann Thomas Hardmeier hat zum ersten Mal mit Bernard Stora zusammengearbeitet. Hardmeier filmte mit einer Alexa Mini 3/ Arriraw sowie in einigen wenigen Nachtszenen mit einer Sony Venice K.
Gedreht wurde der Film in einem Format, das dem eines Cinemascopefilms nahekommt. Das Format habe ermöglicht, das Interieur in den Blick zu nehmen und trotzdem nahe bei den Akteuren zu bleiben.
Die Szenen im Büro des Untersuchungsrichters wurden im neuen Palais de la Justice an der Avenue de la Porte de Clichy gedreht. Die Szenen im Büro Gilles Fontaines wurden im 24. Stock der Préfecture des Hauts-de-Seine aufgenommen, ein Hochhaus, das 1973 in Nanterre nach den Plänen des Architekten André Wogenscky (1916–2004) errichtet worden ist und inzwischen unter Denkmalschutz steht.
Fontaines Jacht ist eine Leonardo Eagle 54. Als Wohnsitz Fontaines dient das Chateau Volterra in Ramatuelle im Departement Var.
Vorpremiere des Films war am 31. August 2020 auf dem Angoulême Film Festival.
Der Film lief am 2. Juni 2021 in den französischen Kinos an, mit mäßigem Erfolg, da er in Konkurrenz zum Publikumserfolg von Lucas Belvaux Des hommes zeitgleich veröffentlicht wurde. Er wurde am 1. September 2021 auf dem Festival du film francophone in Angoulême vorgestellt und ebenfalls im September 2021 auf dem 10th French Film Festival in Sofia. Im Oktober 2021 veröffentlichte M6 Vidéo eine DVD im französischen Original mit Untertiteln für Hörbehinderte.

## Kritik
Villa Caprice, so der Kritiker der französischen Finanzzeitung Les Echos, „beschreibt die Welt des Geldes, der Missachtung und der Manipulation, ein Schlachtfeld auf dem Hintergrund von Privatjets und Segelbooten. Die Personen wittern einander und werden voneinander angezogen. Sie wollen einander umbringen, weil sie sich so ähnlich sind, jeder eingeschlossen in die Leere seiner Statussymbole. Germon mit einem Vater, der ihn verachtet, Fontaine mit einer Frau, die ihn nicht mehr liebt: Eine Beschreibung, wie die Gefühle, die Grundlage unserer Menschlichkeit sind, gleichzeitig unsere Schwächen begründen.“
La Libre Belgique aus Brüssel schreibt zu dem Film, Stora interessiere sich nicht wirklich für die Karriere eines korrupten Geschäftsmanns, der darauf noch stolz sei, sondern vielmehr für die des Anwalts. Wie ist er zu seinem hohen Status in der Welt der Politik und der Finanzen gekommen? Und zu welchem Preis?
Virgile Durmez, Kritiker des französischen Filmportals CinéDweller, lobt die starke Leistung der beiden Hauptdarsteller: „Es ist vor allem dem Talent der beiden Hauptakteure zu verdanken, dass sie den beiden abscheulichen Kreaturen, die sie verkörpern, in gewissen Momenten eine humane Dimension verleihen – ohne sie total zu entlasten und ihnen eine gewisse Notwendigkeit zugestehen.“
Die französische Tageszeitung La Nouvelle République schreibt: „Klassisch gemacht, ist Villa Caprice spannend von Anfang bis Ende. Bernard Stora bewundert Manckiewicz, und das sieht man. Bei den Szenen auf dem Schiff denkt man auch an René Clements Plein soleil. Straff geführt, zeigen die Schauspieler eine Spielfreude, der zuzuschauen ein Vergnügen ist. Alle Szenen sind zweideutig, voller Subtext – zwischen  Michel Bouquet und Niels Arestrup, zwischen Arestrup und Bruel, zwischen Niels Arestrup und dem Staatsanwalt. Ein hinreißender Thriller“.